# Charlottesville Men's Pro Challenger 2024
Il Charlottesville Men's Pro Challenger 2024 è stato un torneo maschile di tennis professionistico. È stata la 15ª edizione del torneo, facente parte della categoria Challenger 75 nell'ambito dell'ATP Challenger Tour 2024, con un montepremi di 82 000 $. Si è giocato dal 28 ottobre al 3 novembre 2024 sui campi in cemento indoor del Boar's Head Sports Club di Charlottesville, negli Stati Uniti.

## Partecipanti

### Teste di serie
| Nazionalità | Giocatore           | Ranking* | Testa di serie |
| ----------- | ------------------- | -------- | -------------- |
| Stati Uniti | Christopher Eubanks | 119      | 1              |
| Stati Uniti | Learner Tien        | 124      | 2              |
| Stati Uniti | Mitchell Krueger    | 146      | 3              |
| Stati Uniti | Zachary Svajda      | 163      | 4              |
| Polonia     | Maks Kaśnikowski    | 168      | 5              |
| Stati Uniti | Patrick Kypson      | 173      | 6              |
| Kazakistan  | Dmitrij Popko       | 175      | 7              |
| Regno Unito | Paul Jubb           | 182      | 8              |

* Ranking al 21 ottobre 2024.

### Altri partecipanti
I seguenti giocatori hanno ricevuto una wild card per il tabellone principale:
- Dylan Dietrich
- Govind Nanda
- Reilly Opelka

I seguenti giocatori sono entrati in tabellone come special exempt:
- Borna Gojo
- Colton Smith

I seguenti giocatori sono passati dalle qualificazioni:
- Patrick Zahraj
- Kyle Edmund
- Toby Kodat
- Naoki Nakagawa
- Andre Ilagan
- Alex Rybakov

Il seguente giocatore è entrato in tabellone come lucky loser:
- Chris Rodesch

## Punti e montepremi
| Torneo    | Torneo              | V     | F     | SF    | QF    | 2T    | 1T  | Q | Q2  | Q1  |
| Singolare | Punti               | 75    | 44    | 22    | 12    | 6     | 0   | 4 | 2   | 0   |
| Singolare | Premi in denaro ($) | 9 880 | 5 820 | 3 450 | 2 000 | 1 165 | 720 | – | 360 | 185 |
| Doppio    | Punti               | 75    | 44    | 22    | 12    | –     | 0   | – | –   | –   |
| Doppio    | Premi in denaro ($) | 4 250 | 2 450 | 1 480 | 880   | –     | 500 | – | –   | –   |

## Campioni

### Singolare
James Trotter ha sconfitto in finale  Nishesh Basavareddy con il punteggio di 6–3, 6–4.

### Doppio
Robert Cash /  James Tracy hanno sconfitto in finale  Chris Rodesch /  William Woodall con il punteggio di 4–6, 7–6(7), [10–7].